# هملی بریج، استرالیای جنوبی
هملی بریج (به انگلیسی: Hamley Bridge) یک شهرک در استرالیا است که در استرالیای جنوبی واقع شده‌است.